# Garching (metrostation)
Garching is een metrostation in de Duitse stad  Garching. Het station werd geopend op 14 oktober 2006 en wordt bediend door lijn U6 van de metro van München.